# 霍集占
霍集占（維吾爾語：خوجا جاھان‎，拉丁维文：xoja Jahan；？—1759年），清朝新疆回部白山派首领，是玛哈图木·阿杂木后裔，阿帕克和卓曾孙，波罗尼都之弟，又称「小和卓」。因其自称“巴图尔汗”，被称为“汗和卓”。
霍集占年幼时与其父、兄被准噶尔汗策妄阿拉布坦关押在伊犁。乾隆二十年（1755年）五月，清朝派兵滅准噶尔汗国，释放了波羅尼都和霍集占，命波羅尼都前往叶尔羌招抚旧部，霍集占留在伊犁。不久，阿睦尔撒纳在原准噶尔地区发动叛乱，霍集占乘机逃回喀什噶尔，组织军队，和清军展开斗争爭取獨立。

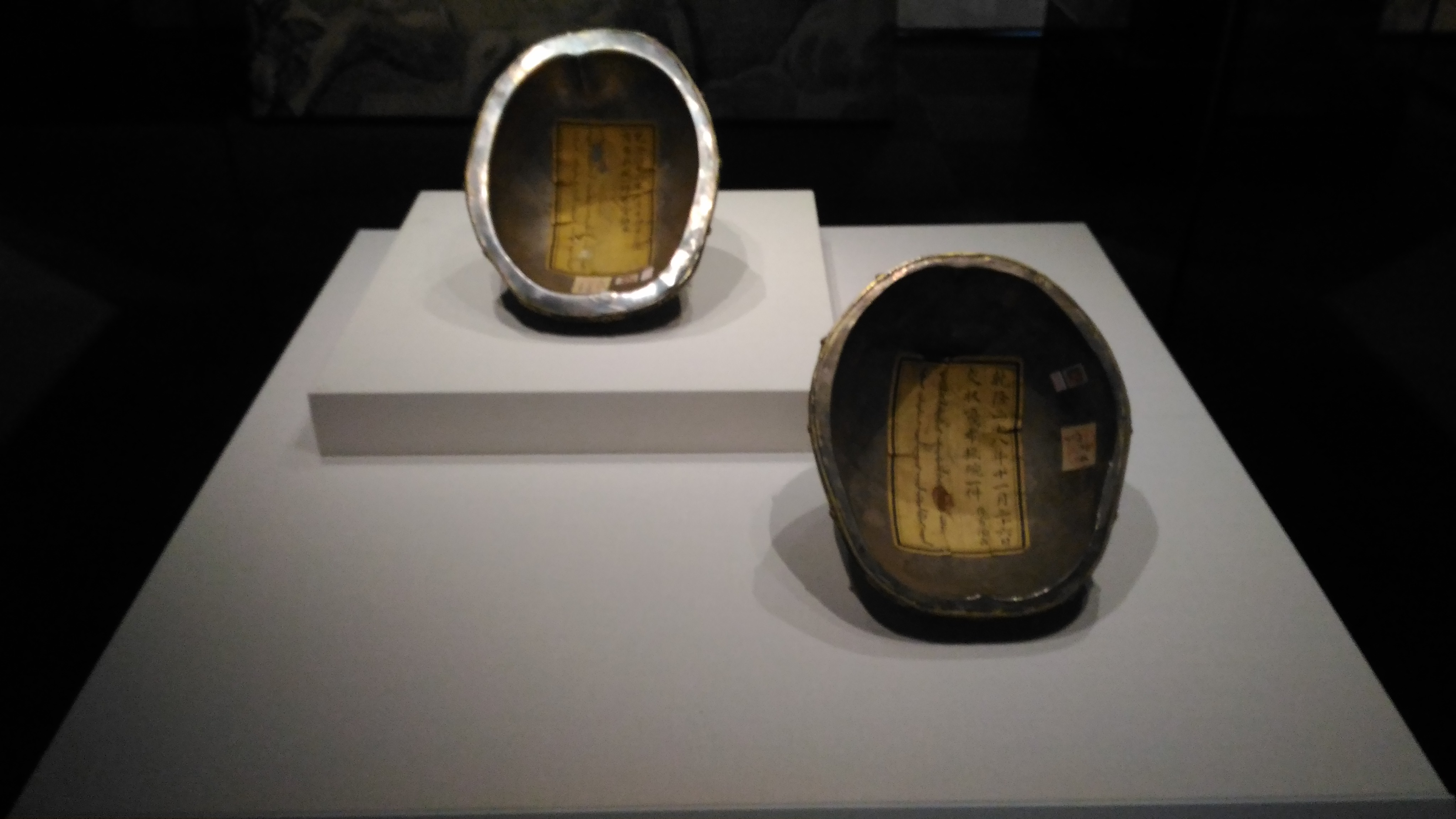
霍集占的嘎巴拉碗（圖左）

1758年秋天，定边将军兆惠統兵3000進攻葉爾羌，久攻不下，屯兵黑水河边，稱為黑水營。堅守三月。1759年1月，清朝援軍到達，大破大小和卓軍。大小和卓分別撤至喀什噶爾和葉爾羌，清軍分兵直取葉爾羌和喀什噶爾，“共计收获贼众一万二千余人，军器二千余件，驼骡牛羊万余”。大小和卓又逃往巴達克山。巴達克山國王素勒坦沙在清朝的反复军事威胁下將二人杀害，头颅运到北京后制成藏传佛教法器骷髏碗。波羅尼都之子薩木薩克逃居浩罕汗国，後來薩木薩克及其子張格爾又數度策劃復國。

## 家庭
- 妻子法蒂玛，父艾力和卓木，弟图尔都和卓木。家族与霍集占家族世代不合。被霍集占离弃。乾隆二十四年（1759年）九月，法蒂玛作为大小和卓家眷被解往北京。二十五年正月底抵达北京，被送往内务府。此后，图尔都和卓木的胞姐和卓氏成为乾隆帝的妃嫔，出现在宫中，最终封为容妃。有学者据此认为法蒂玛和容妃为同一人[3]。